# دبليو دبليو إي تو كي 23
دبليو دبليو إي تو كي 23 (بالإنجليزية: WWE 2K23)، هي لعبة فيديو محاكاة رياضة المصارعة الحرة ، تم تطويرها بواسطة فيجوال كونسبتس، ونشرها بواسطة تو كي جيمز .هي اللعبة الثالثة والعشرون من سلسلة ألعاب الفيديو المبنية على دبليو دبليو إي، والإصدار التاسع تحت شعار دبليو دبليو إي تو كي، والثالث من تطوير فيجوال كونسبتس. صدرت في 17 مارس 2023 على بلاي ستيشن 4 وبلاي ستيشن 5 ومايكروسوفت ويندوز وإكس بوكس ون وإكس بوكس سيريس إكس وسيريس إس. تلقت اللعبة مراجعات إيجابية، ووصفها النقاد بأنها أحسن من سابقيها.

## اللعب
اللعبة تتميز بأسلوب لعب الأركيد ومحاكاة المصارعة. ظهرت ألعاب وور غيمز (WarGames) لأول مرة في السلسلة، وتدعم مباراة رويال رامبل (Royal Rumble) الآن تعدد اللاعبين عبر الإنترنت مع ما يصل إلى ثمانية لاعبين. تم تجديد التعليقات الصوتية للحكم بأصوات مختلفة وخطوط فريدة عند حدوث التثبيت. تعود أوضاع اللعبة مثل ماي فاكشن (MyFACTION) وماي جي إم (MyGM) والعرض (Showcase) والجامعة (University) والوضع الوظيفي (MyRISE) ومجموعة الإنشاء الكاملة بميزات جديدة. يتميز العرض بنجم الغلاف جون سينا ويسمح للاعبين بإعادة إنشاء اللحظات الرئيسية في مسيرة سينا، واللعب كمنافسيه، وبلغت ذروتها في ثلاث مباريات أحلام: مباراتان يشارك فيهما سينا وأي من المعارضين الذين واجههم أثناء العرض في ساحة عروض راو: واحدة حيث يستخدم سينا سريعًا هدفه النهائي، تعديل الموقف، ليسجل انتصارًا مثبتًا، ويواجه الآخر نسخة لا تقهر منه، تُعرف باسم "سوبر سينا"، ومباراة إقصائية قاتلة رباعية الاتجاهات في ساحة الراسلمينيا 38 بين سينا وستون كولد ستيف أوستن وهولك هوجان وبرونو سامارتينو. يتميز طور (MyRISE) بقصتين مختلفتين: الإنغلاق "The Lock" والإرث "The Legacy". تتبع قصة الإنغلاق "The Lock" مصارعًا ذكرًا يظهر لأول مرة في قائمة دبليو دبليو إي الرئيسية. قصة الإرث "The Legacy" تتبع مصارعة أنثى من الجيل الثاني ترتقي في الرتب، بمساعدة منافسة خالتها مولي هولي.